# میشل فراری
میشل فراری (ایتالیایی: Michelle Ferrari؛ زادهٔ ۲۲ دسامبر ۱۹۸۳) بازیگر پورنوگرافی و هنرپیشه اهل ایتالیا است. وی با نام کریستینا ریچی در در لا اسپتزیا زاده شد و کارش را در سال  ۲۰۰۵ با یک فیلم آماتور با دوست پسرش در آن زمان آغاز کرد. او نام هنری خود را به خاطر شباهتی مبهم به میشل هونتزیکر مجری تلویزیون انتخاب کرد.